# 白箱
《白箱》（日语：／）是由P.A.WORKS製作、水島努執導的原創電視動畫。也是自2011年《花開物語》後「工作的女孩系列（働く女の子シリーズ）」的第2部作品，2014年8月8日宣布動畫製作消息，同年10月在TOKYO MX等台首播，播出至2015年3月，全24話。本作以動畫製作業界為題材，許多角色和事物影射了现实行业相关著名人物和事物。2018年4月28日，發表製作劇場版動畫消息，並於2020年2月29日上映。

## 概要
作品標語為「動畫業界的現在，從這裡開始（アニメーション業界の今が、ここにある）」。
SHIROBAKO（日語漢字寫作「白箱」，意思指中文的「白盒」）指作品播放前發送給所有工作人員的未剪接樣片，因為樣片是裝在白色的盒子裡（日文漢字為「箱」，實際上指中文的盒子），故有此稱呼；過去的樣片是錄影帶如VHS，即使現在是將預備交給電視台的完成品燒錄在光碟中，如DVD或Blu-ray Disc，依舊沿用此名稱。

## 簡介

### 1－12話
上山高中動畫同好會的宮森葵、安原繪麻、坂木靜香、藤堂美沙、今井綠等五位成員，以甜甜圈起誓將來要一同製作商業動畫作品。兩年半後，於武藏野動畫公司就職的宮森，以製作助理的職務參與電視動畫《EXODUS！》的製作，面對接連不斷的困難，受到同伴與前輩的扶持，以及貴人相助，在解決難題中成長。與此同時，和宮森同公司的原畫師安原苦惱於自身技術不足，立志聲優的坂木遲遲爭取不到角色，3DCG動畫師的藤堂對未來的發展產生迷惘，目標成為編劇的今井看著其他人的身影開始感到焦躁。
《EXODUS！》的製作總算邁入最終回，卻遭遇分鏡作畫無法實現的窘境，窮途末路的宮森找上大導演尋求幫忙，菅野指點武藏野動畫公司內就有資深原畫師可以勝任，在杉江的活躍與指導下，順利完成原畫作業。在慶功宴當天，製作統籌的渡邊帶來聖誕節禮物——《EXODUS！》最終話的白盒子裏，在場工作人員一起觀賞，為一年的辛勞劃上句點。

### 13－24話
經過渡邊和製片人葛城的努力，武藏野動畫公司取得《第三飛行少女隊》的改編權利，此外更招聘新人，對新的作品全力以赴。由於製作管理的本田轉職成為蛋糕師傅、製作進行前輩的落合到其他公司當幫手、矢野因為父親的病情暫時請長假，宮森因此受命成為製作經理，遭遇更多的挑戰。安原順利地磨練技能，並能夠教導後輩。坂木雖然參加了《第三飛行少女隊》的試音，但可惜差臨門一腳。藤堂得到前公司社長的理解與協助，轉換到新公司發揮所長。今井因為多次協助宮森找尋設定資料，被正式招攬進武藏野，並不時向編劇舞茸討教。
在原作者野龜的百般刁難之下，使得擔任人物設計的井口心力交瘁。好不容易得到原作者認可，又遇到下包出紕漏，所幸矢野及時回歸戰線挽救局勢。《第三飛行少女隊》最終話完成收錄配音，正當以為一切順利之時，收到原作者通告要打掉重來。由木下導演和野龜面對面摸索出新的解決之道後，並找回坂木為新角色配音，宮森在錄音室感動得淚流滿面。當年同好會的5人在慶功宴上齊聚一堂，再次堅定將來共同製作動畫的誓願。

## 登場角色

### 主要人物（原上山高中動畫同好會）
宮森葵（聲：木村珠莉）
本作的主角。武藏野動畫的製作進行。兩年半前是在上山高中動畫同好會的學生。矢野稱宮森為「喵森」。身高160cm。
喜歡吃甜甜圈。有着相当程度的驾驶技术。其參與動畫製作的理想被父母大力支持，生活環境亦被留在鄉鎮中苦對銀行辦公室政治的姐姐羨慕，不過實際上仍未清楚自己的目標。入行的啟蒙作是《山刺蝟安第斯恰吉》。
故事開始時的主要工作是跟進作品《EXODUS！》第4集和第9集的製作，以及協調留在居所工作的作畫人員。於落合離職後接下原定由高梨完成的第13集最終回。
於木下監督無法想通故事角色走向時，提出召集製作人員去弄清所有設定的重要建議。後來自己在同時處理第4集重修和第9集其他作業時有點混亂，需要一眾前輩提示她要懂得找團隊人員幫忙。
對高梨要求協助解決第8集2D作畫和3D製作的爭議時表現不屑。後來才发现第9集開場與第8集的结尾場面是連貫的，而第9集原畫师已经完成工作，結果陷入更深的煩惱。後來在瀨川提醒下邀請該集作畫監督遠藤到「伊迪潘展」，最终偶然撮合其與3D監督下柳和解合作，被同事指其有運用糖果與鞭子的本領，亦因此獲得了｢伊迪潘宮森｣的稱號。
於繪麻成品不合格時予以安慰，但在談及未來的一刻有所退怯。後來知道不少前輩鼓勵其繼續努力，於對方重新投入工作時不作打擾。在投入第13集最終回的工作後苦於四周尋找原畫師，中途亦協助審視應徵管理人員的求職者，十分繁忙下先彼斗膽直接找渡邊總監，甚至著名監督菅野光明去繪畫，最後得悉公司內其實早有人才，認知到真正善用人脈的方法和注意身邊人的重要性。
第十三話開始擔任《第三少女飛行隊》的製作經理，什麼都要做的工作內容讓她剛接任時陷入應接不暇的狀態。
米姆基&蘿蘿（配音：木村珠莉）
葵的人偶玩具，當葵感到困惑或是壓力纏身時會幻想他們吐露自己的心聲；或是擔任解說役介紹專業名詞。
安原繪麻（聲：佳村遙）
武藏野動畫的駐場新人原畫師。葵的同輩。身高158cm。
與葵保持緊密聯繫。面對前輩時既為慌張又感佩服。常常會不小心說出心中的想法。
在動畫第7話時因處理一組包含小貓與主角互動的鏡頭卡時操之過急，結果為不合格的成品感到氣餒。為此一度為未來如何保住繪製原畫的效率和像真度感到迷惘，需要一眾前輩提示她要懂得放鬆心靈觀察和嘗試模仿。在公園接觸一隻真貓後，重新投入工作。
在後段工作，特別是繪製第13集最終回的原畫時，先後被瀨川、杉江和小笠原等鼓勵其保持細膩的畫風。
在负责《第三少女飛行隊》的作画时已经变得相当熟练，并且负责带领新人原画。
坂木靜香（聲：千菅春香）
葵的同輩。聲優事務所「赤鬼製作」的新人聲優，同時在居酒屋兼職打工。身高155cm。五人當中最容易醉倒的一位。
故事開始時仍未有具名角色的出道作，主要在幕後處理一些只需傳情達意的工作。參與《本大爺的後宮或許在一點點地崩壞、但可能只是錯覺（暫定）》中西園寺蕾娜一角的試音，但似乎因為緊張而没有成功。後來參與《棒球王子》的路人打氣聲音時亦過份積極，被點名要求收歛。
遇上先前受其指導的聲優老師縱尾，被帶去參觀及學習舞台劇《等待果陀》的工作。
第十四話再次前往Studio R&B參加《第三少女飛行隊》的聲優試音，在配音选定中内部确定为主角的候补配音。在第二十一话宫森将其介绍给The born社长时阻止宫森。第二十三话的时候成为《第三少女飞行队》中卡瑟琳妹妹露西的声优。
藤堂美沙（聲：高野麻美）
在3DCG製作公司「Supermedia Creations」CG動畫師。葵的後輩。身高162cm。
曾經在2D及3D動畫製作的出路上有所猶豫，後來有感手繪能力不足而決定現有的前路。之後逐漸明白美感的掌握對任何製作都是十分重要的，因此很崇敬活用技術經驗的2D原畫師。
工作後發現公司現在和將來都只會專注於車輛模組的工作（尤其是她只有接到輪胎模組的製作），認清製作動畫的目標後決定請辭，情願到較小的公司工作。之后在宫森的介绍下转入到同公司3D制作人员的同辈的公司工作，而且刚好该公司也负责《第三少女飛行隊》的飞机3D模型制作。
今井綠（聲：大和田仁美）
大學生，目標是成為編劇，現在亦有參加相關的同好會。比葵小兩個年級的後輩。身高163cm。
與葵住在同一棟樓宇中，於上層單位獨居。有一次與葵的姐姐到東京四處觀光。
在《EXODUS！》製作進行時自願幫宮森葵調查主角使用的柴油机车，其後又幫忙調查有關戰鬥機的資料；綠的兩項調查都有遵守保密協定不過問製作動畫內容。其詳盡的協助調查資料是出自非軍武宅的大學女生使得木下監督相當驚訝，最后由宫森介绍下由武藏野雇佣为《第三飞行少女队》的设定人员。

### 武藏野動畫公司
丸川正人（聲：高木涉、小林裕介（回想））
社長，經常笑容滿臉，並常在公司的個人辦公室下廚犒賞員工。常在晨會並曾在公司年會上發表激動人心的演說，從而造成尷尬。
《EXODUS！》的總監，對整部製作頗有信心。民俗料理研究會成員，第十話透過其他成員的管道順利借到動畫音效所需的實體冬不拉。
原旧武藏野动画员工，曾担任《山刺猬安第斯恰吉》的制作管理。
人物原型為製作人丸山正雄。
興津由佳（聲：中原麻衣）
總務。每天開始工作時都會提醒人員處理雜物，奉行不加班主義，顯得認真和鎮定。身手了得，曾在平冈与圆吵架时，将高速飞向高梨的动画定位尺击回，从而救下高梨。
過去曾是製作進行，担任制作助理时曾经因为车速过快而被大量警察追截，而被播放地区当地警察冠以外號「音速的貴夫人」。
曾破格協助葵處理《EXODUS！》第9集的剪接安排，《EXODUS！》製作完畢時曾經顯露一絲興奮。在24話以卓越的駕車技術協助送達成品。
高梨太郎（聲：吉野裕行）
製作進行，資歷比宮森多一個月。極度不識時務，做事亦輕浮手忙腳亂。总是有欺瞒工作进度的问题，不及时汇报给上级同時，亦偏好第一時間推卸責任，在熟悉其品性的人員之間不太受歡迎。喜歡可愛的女孩，不管二次元或是三次元都相當有興趣。其中一套喜歡的動畫是《傳說巨大機械人伊迪潘》。
負責跟進《EXODUS！》第3集及第8集的工作，於落合離職後接下原定由矢野完成的第12集。一開始沒有適時收回第3集重要鏡頭的原畫，需要葵協助追補工序，事後似乎完全沒有反省。有著當監督的夢想，但沒有真正理解職務方面的資歷需求和晉升架構。
於處理第8集最後一組爆炸飆車鏡頭時，自我解讀要傳的話、以充滿誤導性的話語令3D監督和該集作畫監督遠藤互有不滿。後來在沒有告知各方明確意願下，更令眾人為同一場面各自為政。其一直迴避向上司報告狀況，更有意無意把葵扯進風波當中。後來在「伊迪潘展」時才稍為緩和彼此的關係，事後似乎也是完全沒有反省。
駕駛技術不俗，曾協助審視應徵管理人員的求職者之駕駛技巧，亦有協助矢野盡快回鄉探望其父。
在《第三飛行少女隊》中負責給兩名新入職後輩簡介製作流程。及後工作表現還是不太出色，但亦其對人對事鬆容不迫的一面，使之反而成為令平岡改變態度的重要因素。
監督水島努曾透露高梨是以年輕的自己為原型所塑造。另外，該角色和2004年同樣由吉野裕行演繹聲音，在妄想代理人中同樣是製作的猿田直行一角頗為相似。
矢野艾莉卡（聲：山岡百合）
製作進行。
負責跟進《EXODUS！》第7集的工作，於落合離職後接下第11集的餘下工作。喜歡吃羊羹。深明各範疇的工作如何嚴苛，很在意葵會否面對太大壓力。總是對高梨作出第一時間的批判。於本田主管講述製作蛋糕的夢想後因為很強烈的違和感而覺得有些噁心。於處理第11集中途因為父親病重而要急速回到故鄉，最終工作在其他人員協助下及時完成。
由於需要照顾生病的父親，所以無法立即参加《第三飛行少女隊》的製作，曾暫時停止工作。之後於18話回歸並幫助宫森完成擠壓工作（包括駐點協辦外包製作公司製作進行和要挾著名演出協助）。
和平冈是动画专业学校的同学。
水島監督曾在推特上透露該角色亦有人物原型，但已離開業界。
落合達也（聲：松岡禎丞）
製作進行。處事顯得冷靜。
負責跟進《EXODUS！》第6集的工作。製作期間被Studio Canaan的人員招攬，原定於《EXODUS！》製作完畢後調職，最終決定在第11集工作前期提早離開．投入更為緊張的工作。
平岡大輔（配音：小林裕介）
新招入的製作進行，從事行業已有5年，人脈頗廣但性格強硬，對人比較冷淡，負責《第三少女飛行隊》的製作進行工作。經常在需要時不在公司出現，而且也對製作進行有走捷徑的傾向，作畫人脈亦不為大部分武藏野作畫監督所接受。和矢野是舊識，承認討厭像宫森仍對動畫製作有夢想的人。平岡的工作態度令多位同事心生不滿，但在經過高梨的關注與宮森的努力後逐漸獲得改善，甚至在尾段顯示出高效率完成標準作業的豐富經驗。
曾擔任過野龜的另一部動畫化作品《水手服與F3》的製作進行。對動畫化有所期待的他見識到製作組無視原作內容濫改設定、品質低落的成果遭致劣評、與及原作野龜也受無端之殃的慘劇後，衷心認為製作方應當尊重原作的設定。
佐藤沙罗（聲：米澤圓）
新招入的製作進行，留有黑色長髮，原職業是辦公室女白領，由於武藏野離家較近，能節約前往工作的通勤時間而轉職過來，對動畫製作行業不熟悉。相對地不太了解聯絡對外作畫師的通勤。
安藤椿（聲：葉山郁美）
新招入的製作進行，頭髮有黄色挑染，性格比较活躍，入職前曾在同人書店打工，有繪畫同人作品的愛好。熟知業界動態，對社長的經歷、木下導演的前科等有相當程度的知識，動畫製作的相關術語也很了解。
本田豐（聲：西地修哉）
製作經理。為了工作而經常咄咄逼人。意外地有著成為蛋糕店店主的夢想，準備在完成《EXODUS！》後離職追夢。
得知《EXODUS！》第13集最終回的分鏡未能如期完成時，聽取總務建議把木下監督囚禁在倉庫牢室中，緊密監視其工作進度，展現凶狠無情的一面。認為監督前作品《彈跳天國》即便陷入製作大難，整體尚算有趣，並欣賞其角色塑造和具有內涵的笑點。
起初身形比较肥胖，转职后回来探望旧同事时已经变瘦；有表示自己是屬於壓力顯胖型。
第23話做了特大號的蒙布朗給木下監督打氣。
渡邊隼（聲：松風雅也）
製作統籌。人稱「邊P」（ナベP）。嚴格監控各個製作過程，在木下導演被囚禁時代為檢查各集事項。
為了協助爭取《第三飛行少女隊》的動畫製作業務，而發揮其擅長的麻將交際。因人脈之廣而被葵當眾求對方介紹原畫師，後來知道《EXODUS！》第13集最終回的製作問題時一度勸導監督以其他演出方式表達同一劇情。
於《第三飛行少女隊》時顯出與原作方溝通的努力，但即便對外處事圓滑，其私心還是對原作編輯和高層的曖昧態度有不滿。
小笠原綸子（聲：茅野愛衣）
招牌畫師，《EXODUS！》的角色設計及總作畫監督。衣裝和茶具一直保持哥德蘿莉風格。
目擊並向同事告知遠藤棄當第8集作監的事情。於杉江加入製作第13集最終回後，主動表示可以擔任第二原畫，於草稿處理上協助對方，並期待學習各种技巧。
即便有相當的作畫水準，協助杉江完成原畫時，發現自己仍有進步的空間而決定重新打好基礎。因而婉拒擔任《第三少女飛行隊》的人設，並推薦且以“無論是誰，凡事都有第一次的”鼓勵井口接下人設一職。
曾經也做過角色設計但被製作方多次要求修改而沮喪，之後明白到不能過於唯唯諾諾，並且換上所畫角色的歌德蘿莉裝直至现在。學生時期是圍棋部部員，而且也擅長打棒球，在擁有很高的打擊率和奇特的投球姿勢且百投百中。
井口祐未（聲：沼倉愛美）
《EXODUS！》的補助作畫監督。平日說話時語帶辛辣，工作時則全神貫注。
負責重繪第4集更改鏡頭卡處理後的大部分原畫。目擊並向同事告知遠藤棄當第8集作監的事情。
過往不時在武藏野動畫的倉庫中翻找原稿，藉以模仿前輩的作畫處理，並向小笠原請教除錯，繼而漸漸構成自我風格。以這些自身的經驗啟發繪麻。
由於小笠原婉拒擔任《第三少女飛行隊》人設一職時被請託接任。之後由於原作的責任編輯的不負責任和原作者的不滿意要多次修改人設而沮喪，在透過小笠原的指點和其他社員的幫助下，以及模仿小笠原般的自行Cosplay《第三少女飛行隊》中的阿莉亞服裝來武裝自己努力，最後順利完成人設的重訂。
堂本知惠美（聲：伊藤靜）
動畫檢查人員。
内田茜（聲：高橋李依）
原畫師。
杉江茂（聲：小柳基、高橋伸也（回想））
原畫師。少數準時上下班的員工，跟社長有共同的社交圈子。工作檯在繪麻左側。妻子過去曾經負責繪製動畫中間幀。
由於只花了三天時間獨立完成動畫《山刺蝟安第斯恰吉》中的片頭，締造了｢杉江三日傳說｣（杉江3日伝説）的名聲。
被指不懂配合現代畫風，很多時候都在接統包工作，處理比較卡通化和非人形角色的作畫。於繪麻顯得過份執著時多番提示不果，最終找來井口幫忙安慰和鼓勵。
被菅野光明指名為精通動物神緒和動作情景的原畫師，繼而被葵邀請參與第13集最終回的關鍵場面製作。其答應協助後破例進行通宵工作，並展現豐富的經驗、紮實的基礎、到位的指導能力和高度的自我反省，讓一眾畫師改觀並積極討教，自己亦表示對仍可以為流行作品作出莫大貢獻而感到高興。
原舊武藏野動畫員工，曾擔任《山刺猬安第斯恰吉》的角色設計。
人物原型為森康二，姓名和年輕時的形象則是杉野昭夫。
久乃木爱（聲：井澤詩織）
《EXODUS！》時擔任動畫。《第三少女飛行隊》時升任為原畫師，跟随繪麻進行原畫繪製，性格十分害羞，不善於用言語表達，所以需要繪麻來代為理解道出。
堀田光（聲：北澤力）
於居所工作的原畫師。鍾情於2D作畫處理。跟作畫監督遠藤相熟。
基於以上種種而沒有理會《EXODUS！》第8集最終場面的製作方式爭議，率先完成早有分配，與第9集開場有接駁的部分。
新川奈緒（聲：日野麻里）
色彩指定及檢査人員。
人物原型為P.A Works內同樣職位的員工中野尚美。
下柳雄一郎（聲：間島淳司）
3D監督。向木下監督建議《EXODUS！》第8集的爆炸飆車場面可以用3D處理，於獲得認同下積極開展工作，期間得知作畫監督遠藤的不滿。於後段表示無意跟遠藤爭持下去，但實際上是在參觀公司安排免費入場票的「伊迪潘展」時，才得知遠藤跟自己一樣視《傳說巨大機械人伊迪潘》為啟蒙作，從中找到共同的興趣和入行初衷，達至真正的和好。事後看過最終由遠藤處理的爆炸飆車場面並感到佩服，於被讚模組本來也弄得相當不俗下，希望對方可以為日後的3D動作場面提供指導。
曾經在葵詢問下將後輩公司的職位介紹給藤堂。
佐倉良樹（聲：高梨謙吾）
攝影監督。育有一名兒子大志郎。

### 武藏野動畫社外人員
木下誠一（聲：檜山修之）
《EXODUS！》的導演。不擅於表達自己的想法，妻子似乎亦因此而提出離婚。忙碌時會不停進食，吃飽後便會睡覺。
11年前曾經以首次監督作品《裸之催眠術師》（映射水島精二的監督作品《鋼之鍊金術師》）得到動畫製作的個人獎項。在原創作品《彈跳天國》時因為分鏡及分鏡檢查延誤導致製作時程大亂以慘不忍睹的結果收尾，接下來6年沒有參與電視製作。
接連在製作中段突然彈出影響整個工序的細節構想。於《EXODUS！》第4集的音響作業時對角色「阿魯瓶」追加只有自己認知的設定，並期望趕工重製，引起多名製作人員不滿，最終在葵等人協調溝通後才平息事件。
無法準時完成第13集最終回的分鏡，於是在出席必要會面和生理需要以外的時間，都被囚禁於倉庫囚室內苦思工作，期間曾經攀爬逃走，五天後亦只完成了前半部分，得到短暫解放。最終與編劇單獨見面並透露想改變結局下，意外地想出極為複雜的場面，令葵等人在分配工作時出現難處，幸好最後仍得以完成並有所感動。
人物原型為監督水島精二。
山田昌志（聲：濱田賢二）
《EXODUS！》第4集和第9集的分集演出人員，亦有處理第4集的分鏡。
特別喜歡小綾的角色。平日習慣以大喊對白來檢示演出時間和效果。
《彈跳天國》中飽受批評的第9集是其擔當演出的出道作。本人認為是因為木下監督在內容構成方面的遲緩和猶豫，才使其需要苦苦承受冷嘲熱諷，為此曾經表現極度不忿。
圓宏則（聲：齋藤寬仁）
《EXODUS！》第3集及第8集的演出人員。
在專屬工作室內經常與監督有著製作環境方面的爭論。平日習慣在腦內整理演出時間和效果。
人物原型為監督畑博之。
遠藤亮介（聲：松本忍）
作畫監督，擅場效果作畫。已婚，與妻子遠藤麻佑美（聲：橋本千波）一同努力出外工作以償還貸款。
為《EXODUS！》擔任第3集和第8集的工作。認為自己與瀨川在製作方面風格不合，但亦有參與第4集的作畫工作，以報答第3集趕工的恩情。
處理第8集工作時，對有意親手繪畫的最後一組爆炸飆車場面改為3D製作有所不滿。其對3D效果有很大保留，認為此模式嚴重影響手繪動畫師，包括自己的生計，斷言要離開不幹。後來在前輩勸導下，嘗試了解是次製作的初步3D模組，但仍然對決定感到氣餒。
後來（動畫第6話）在機緣下得到葵邀請參觀公司安排免費入場票的「伊迪潘展」，得知3D監督下柳跟自己一樣視《傳說巨大機械人伊迪潘》為啟蒙作，在交流興趣和入行初衷下顯得開懷。緊接在葵帶去看《EXODUS！》的秋葉原大型廣告展板時，感慨自己被心儀的動畫引領去延續和開拓命運，毅然重新投入作畫監督和爆炸飆車場面的工作。事後向下柳表示這次的3D模組其實做得非常精彩，有意體驗類似的製作技巧。
小笠原婉拒擔任人設時曾被考慮為接任對象，但被木下監督以｢比起萌元素更注重特效；由於原作主角都是女性而希望由女生來擔任人設｣否決。
瀨川美里（聲：山川琴美）
自宅工作的的自由原畫師。在《EXODUS！》擔任第4集和第9集的作畫監督。後來在葵苦求下追補第3集的原畫，完成工作後一度不支病倒，幸而及時康復以處理剩餘的事務。
向葵告知畫師之間有隱蔽而緊密的聯繫網絡，自己亦有提醒葵有關《傳說巨大機械人伊迪潘》啟發遠藤成為動畫師的事情。
動畫第7話中，於一次作監工作中發現繪麻只追求作畫速度，沒有留意關鍵幀之間容易走形的問題，最終把全部相關的鏡頭卡退回並要求重畫。有感對方表現跟平日表現大相逕庭。
曾被轉往Studio Canaan不久的落合急忙邀請，但在《EXODUS！》的工作繁忙下予以拒絕。事後告知葵對方可能已在擔當主管的職位，有著一定的野心。
木佐光秀（聲：菅原雅芳）
於居所工作的原畫師。單車愛好者，積極參賽，最終弄傷了腳。曾經有一小時內處理八組鏡頭卡的紀錄，但現在經常顯得散漫。
參與《EXODUS！》第9集的原畫工作。率先目擊並向同業告知達也與Studio Canaan總監密會的事情。
葛城剛太郎（聲：小伏伸之）
《EXODUS！》的製片人。以木下監督及武藏野動畫的班底競逐《第三飛行少女隊》的動畫製作業務。
人物原型為製作人轟豐太。
稻浪良和（聲：岩田光央）
《EXODUS！》的音響監督。
人物原型為音響監督岩浪美和。
百瀨勇（聲：井上文彦、興津和幸（回想））
小諸工作室社長。因為網絡伺服器問題而要親自駕車運送《EXODUS！》第4集完成部分。
原旧武藏野动画员工，曾担任《山刺猬安第斯恰吉》的色彩设计。
舞茸蘑菇（聲：興津和幸）
《EXODUS！》編劇，一直單純依循木下監督意願編寫故事。因第13集分鏡工作的阻滯，重新與監督整理思路，快速記下各個故事重點並予以完成。
名字影射奈須蘑菇，以同為腳本家的吉野弘幸作為人物原型。
渥美裕治（聲：濱野大輝）
《第三飛行少女隊》背景美術。
山渕篤（聲：野瀨育二）
混音師。
大山匠（聲：高橋伸也）
《EXODUS！》的音響效果製作人員。
人物原型為音響效果製作人小山恭正。
藤明日香（聲：高橋李依）
混音助手。
中田惠理（聲：伊藤靜）
《EXODUS！》的音響製作主管。
人物原型為與聲優同名同姓的音響監督田中理惠。
濱崎五郎（聲：濱野大輝）
作曲家。
中林渉（聲：興津和幸）
編集。

### 《第三飛行少女隊》相關人員
野龜武藏（聲：櫻井孝宏）
《第三飛行少女隊》原作者，穿著傳統和服。
直到23話才因為木下監督要與其討論動畫版最終話走向而正式露面；之前都是以責任編輯為溝通橋梁。
坦言《三女》中的主角群是自己的人格寫照，而遲遲想不到在動畫進度最終話（也就是漫畫之後的進度）、亞莉亞在受到強烈打擊後是否還能坐回駕駛座、再度展翅高飛而苦惱。
和木下監督討論好接下來的收尾後對其有種「相見恨晚」的感慨；得知茶澤的惡意阻撓後勃然大怒，因此不再以茶澤責編為與武藏野聯絡的中介。
在沒有中介的阻撓後，修正的案子以及追加的人設便很順利的送達到武藏野手上。
原型為漫畫家野上武志，而《三女》則是影射其漫畫；先前被動畫化但遭致惡評的《水手服與F3》影射。
半藤達也（聲：齊藤次郎）
夜鷹書房的總編輯。
人物原型為角川書店旗下周刊Fami通編輯長濱村弘一。
尾之上將人（聲：山本格）
夜鷹書房編輯主任。渡邊麻將交際方面的朋友。
在葵要尋找原畫師時戲稱可以介紹著名監督菅野光明，結果在對方尤其認真下意外成事。
應承在考慮《第三飛行少女隊》動畫製作時，將武藏野動畫視為第一選擇。
茶澤信輔（聲：福島潤）
夜鷹書房《第三飛行少女隊》的責任編輯，做事草率随便，对动画改编情况相當不上心。
打從心裡藐視木下監督而不時從中作梗。除了擋下大部分武藏野公司和原作者的聯繫而直接默許其計畫、無理要求在兩周內交付宣傳影片外，還完全推卸責任。最後（動畫第23話）因为监督和作者直接见面而被发现，被總編和主编撤销其责编职务降職。
口頭禪為「說實在的（変な話）」。
在第24集擔任拍照小弟為所有《三女》的相關人員拍攝團體照。
大仓正弘（配音：武虎）
大仓工房的店主，擅长手工场景作画，平时经常饮酒。木下推荐宫森去请其负责《第三飛行少女隊》的背景作画，但请求时正在喝酒，结果之后商谈表示无法答应，最后宫森送出丸川准备的礼物并在大仓接收后才道出是丸川赠送，出于情面后接受了背景作画工作。
原旧武藏野动画员工，在《山刺猬安第斯恰吉》制作时根据个人经验创作了新的暴风雪背景并得到当时担任制作管理的丸川举荐。
人物原型為創立個人工作室「小倉工房」的美術監督小倉宏昌。
池谷博史（配音：菅原雅芳）
常被称为“胡子仙人”，演出家，常被形容为行踪不定，却经常逃避工作，但因此又没工作收入。被委任负责《第三飛行少女隊》第5话演出工作，被矢野找到时说过“人活着又不是为了工作（人は、仕事の為に生きてるんじゃない）”，然后矢野以“大人总是逃避工作（何時も仕事から逃げてる大人）”反驳，最后被强行委托接受演出工作，工作时总想逃走而被矢野截住押回去继续工作。
原型可能为池端隆史。

### 聲優
中春鳴（聲：中原麻衣）
女聲優，於劇中作品《EXODUS！》中擔任小茜的配音。
人物原型為其女聲優中原麻衣。
伊藤鈴鹿（聲：伊藤靜）
女聲優，於劇中作品《EXODUS！》中擔任小綾的配音。
人物原型為其女聲優伊藤靜。
茅菜夢衣（聲：茅野愛衣）
女聲優，於劇中作品《EXODUS！》中擔任女主角阿魯瓶的配音。
人物原型為其女聲優茅野愛衣。
鈴木京子（聲：金元壽子）
女聲優，於劇中作品《第三飛行少女隊》中擔任女主角阿莉亞的配音。
相馬玲奈（聲：田村由香里）
曾參與本作品的試音，人气声优。
人物原型為其聲優田村由香里。
加奈（聲：山岡百合）
曾參與本作品的試音，其身份为在学高中生。直到第22话时已经成为人气声优而登上电视采访。
人物原型為同樣以高中生身分出道的小倉唯。
森忍（聲：高橋李依）
24 Produce所屬的女聲優，曾參與劇中作品《本大爺的後宮或許在一點點地崩壞 但可能只是錯覺（暫定）》的試音。
佐久間廣美（聲：高橋李依）
赤鬼製作事務所所屬的女聲優。
縱尾真理（聲：橫尾真理）
聲優養成所的老師，亦是坂木的指導教師。在坂木的聲優試音落選後與之碰上並且給予鼓勵，也帶她參觀其所指導的舞台劇《等待果陀》。
人物原型為其聲優橫尾真理。

### 其他動畫製作人員
富谷（聲：岩田光央）
G.I.STAFF的製作進行。不時跟葵在路上競速，以便爭取瀨川居所下僅有一個的車位，經常落敗並高聲抱怨。
北野三郎（聲：野中秀哲）
著名畫師。發明的動作場面處理方式被坊間讚譽為「北野馬戲」。正在教導3D製作人員掌握日本動畫變形和時間方面的風格，認為應該積極協調雙方融合。
人物原型為創造《超時空要塞》中飛彈齊射經典場面的動畫導演板野一郎。
北条弘明（聲：手塚弘道）
Studio Canaan的總監。達也大學時期的學長，密會達也並希望他前來幫忙。
河野幸泰（聲：青山穰）
花柏工作室的音效師。為人自由奔放，在葵為工作室帶來原音樂器時，隨意地叫其協助製作一系列關於女孩子的音響效果。曾表示一開始沒想過會做滿三十多年，但認為繼續下去總會感到有趣，啟發葵思考如何面對前路的抉擇。
菅野光明（聲：樫井笙人）
著名動畫導演，原型為庵野秀明。和葵提到木下監督參與過AVA的演出，影射水島監督曾負責新世紀福音戰士TV版第九話的演出。
水山康宏（聲：高木涉）
廣告代理商製作人，負責處理贊助商相關的事宜。
《第三飛行少女隊》赞助商
由於為了自身利益，在推薦聲優時所注重的面相毫無交集，三名投资商代表為此一直到最終話完成、慶功宴的場合上依舊爭論不休。
遠城營助（聲：飛田展男）
Butsucomi Games（ブッコミゲームス）製作人，三大贊助商之一。
重視的是有經驗、實力以及名氣的聲優。
屋良瀨匠（聲：真殿光昭）
強推音樂（ゴリオシミュージック）製作人，三大贊助商之一。
認為與其著重在實力，能出歌曲周邊的聲優才是首選。
枕田強（聲：子安武人）
DK Race Creative（DKレース・クリエイティブ）製作人，三大贊助商之一。
典型的「只要能賣聲優形象，演技、聲音都不是重點」的製作人。
- 三人各代表著業界之闇：遠城音同炎上、屋良瀨音同讓我來做（やるせ）、枕田強則是枕営業。

立石孝一（聲：早志勇紀）
Supermedia Creations社長。曾以獨立的全3DCG劇情短片揚名海外，促成其建立公司的宏願。
曾經勸告藤堂了解建立事業和保住工作機會的困難，亦有提醒對方要了解真正的目標和如何為之努力。最後黯然接受藤堂請辭。
明日川源（聲：小西克幸）
《棒球王子》音響監督。
伊波政彥（聲：高木涉）
The born的社長。曾經在葵應徵時以辛辣的態度發問，至今仍令對方顧忌三分。
人物原型為動畫公司BONES社長南雅彥。

## 用語

### 公司
武藏野動畫股份公司
過去以接收統包工作為主要業務的動畫公司。成立於某年11月11日，投資本金為1,000萬日圓。地址為東京都武蔵野市堀北町2丁目2-11，附有當地郵政編號180-0024及電話熱線03-6908-8821。
現實中設有一個官方網站，設計風格跟製作本作的動畫公司P.A.WORKS極為相似。
武藏野動畫有限公司
现“武藏野动画”的前身，主营为赛璐珞动画制作，《山刺猬安第斯恰吉》是其制作作品之一。之后因经营不善而倒闭，公司成员离开后创立了许多相关制作公司，其中集结成员最多的就是现在的武藏野动画，其公司工作楼也被现公司持有，作为仓库保存。另外小諸工作室、大仓工房也是该公司成员创立。
就該公司沒落的原因，和倒閉後其成員日後開創的業界版圖來看，可得知其原型為蟲製作。
Studio Canaan
業界著名公司之一。
G.I.STAFF
業界著名公司之一；影射現實中的J.C.STAFF以及Production I.G。
The born
業界著名公司之一，宮森葵初入業界時所應徵的公司；影射現實中的BONES。
barmedéa
業界著名公司之一；影射現實中的Diomedéa。
SUNUP
業界著名公司之一；影射現實中的SUNRISE。
Supermedia Creations
以優良福利和工作時間聞名的3DCG製作公司。為了業務穩定而一直專工於車輛模組設計的統包工作，以高質素建立名聲。
小諸工作室
其中一間負責武藏野動畫外判上色工作的公司。
Studio R＆B
製作《EXODUS！》時用到的錄音工作室，採用STUDIO T&T作為原型。
Prussia Studio
製作《本大爺的後宮或許在一點點地崩壞 但可能只是錯覺（暫定）》和《棒球王子》時用到的錄音工作室。
花柏工作室
提供音響效果的工作室。
夜鷹書房
持有《第三飛行少女隊》的原作版權，原型為角川書店。

### 剧中作品
《神佛混淆七福陣》
葵與學生時代的夥伴以上山高中動畫同好會名義製作，於學園祭首次公開的動畫作品，講述於西元三億年出現7位神明的故事。
因著資源和時間所限，當中的男角色亦需要一眾女成員兼配。製作時參考了辯才天作為七福陣的聖地。
《彈跳天國》
木下誠一監督在《EXODUS！》以前製作的首部原創作品。整體表現遭逢輿論惡評的挫敗，出現作畫質素飽受批評、家長教師協會批判過份色情、無理嵌入3集總集篇、官方網站被不滿訊息轟炸而被迫關閉、以及謝罪發佈會出現內部人員爭拗等負面新聞。
其中第9集更因為內容及作畫出現最嚴重的崩壞，於網絡衍生了大量貶義潮語及討論，被諷為「乳搖天國」和「本世紀不會再出現超越其下限的成品」。
在第十五集更是從安藤口中得知第9集是拖到放送前五分鐘才交件一事的內幕（雖然被木下監督糾正為十分鐘）。
《棒球王子》
以男性聲優為主的棒球的動畫，坂木及佐久間等女性聲優曾在其第32話故事中（本作第9話）出演呼喊聲援的角色，並在其第89話（本作最終話）出演配角的女子社團經理及女子C。
影射動畫《網球王子》。
《EXODUS！》
武藏野動畫相隔7年後再次承擔主力製作的原創作品，全13集，沒有系列構成。故事講述虛擬三流組合「Tracy」的三位變身偶像其經紀人不明原因遭殺害而且還陰錯陽差被外界誤為她們是兇手，為逃離惡意嫁禍的牢獄之災而斷送其演藝生涯，以武藏野為起點/終點於世界各地四處逃竄的故事。公司曾為這項製作計劃著力招募人手。
初期工序表顯示作品於首集播放的19星期前開始投入前線製作，較一般26星期前的期限趕急。預定參與主要工序的成員，包括連同監督在內的5名分鏡師、連同監督在內的6名演出人員、連同總作畫監督在內的5名作畫監督、以及4名製作統籌人員；另有兩集的作畫及相關流程管理會作外判統包。因著形形式式的原因而令工期漸趨趕急。
此片第一集已于P.A. Works制作并且以OVA的形式发售。
主要角色
小茜（聲：/（中原麻衣））
主人公，偶像團體Tracy的領隊，紅髮雙馬尾。個性活潑有朝氣，認為自己的爺爺是河童。
夢想是在武藏野巨蛋裡開演唱會。
阿魯瓶（聲：/（茅野愛衣））
主人公，偶像團體Tracy的成員，金髮，馬尾，巨乳，很依賴小茜。
謊報年齡的成員，實際年齡為29歲。
在成為偶像之前曾經在假面騎士臭的片場工作，會駕駛重型機車。
小綾（聲：/（伊藤靜））
主人公，偶像團體Tracy的成員，藍色長髮，貧乳，個性冷靜。
會使用智慧型手機查詢粉絲人數以及PV點閱數。
《本大爺的後宮或許在一點點地崩壞 但可能只是錯覺（暫定）》
即將開拍的電視動畫，講述男主角與11名女孩邂逅的故事。
《超飛空要艦》
第5話登場北野三郎參加的電視動畫。
影射動畫《超時空要塞》。
《傳說巨大機械人伊迪潘》
具有一定歷史的電視動畫，於本作時點舉辦了大型紀念展覽。故事主要講述人類圍繞著無限能量體，反覆上演膠著和慘烈的戰鬥。
作品中的機械設計和動作場面，包括全身射出飛彈和毫不留手的肉膊戰等令人感到非同凡響。劇情展開亦是令人感到厲害的部分，可圈可點的包括能量體衍生自我意識，期望把只懂爭拗而不懂學習的人類全部殲滅，並將希望托付下一代的神來之筆。其後描繪群眾試圖反抗命運時，亦出現了大量感人肺腑的經典台詞。
影射動畫《傳說巨神伊迪安》。
《山刺蝟安第斯恰吉》
具有一定歷史的電視動畫，影射《山鼠洛基查克》。
其片頭是由杉江茂一人花了三天的時間完成。
《第三飛行少女隊》
「夜鷹書房」連載中累計超過100萬部的超人氣漫畫，簡稱「三女（サンジョ）」，原作者為野龜武藏。由渡邊爭取到武藏野動畫公司的動畫製作權，動畫化時單行本已發行至第四卷。劇情講述四年前出現謎之敵人「Builder」建造不知名巨塔，在大面積覆蓋地球表面的同時引發干擾所有先進電子設備的「Great Lost」事件，使1980年以後的戰鬥機完全無法使用，不僅如此它們還複製人類最先進的第五代戰鬥機做為自己的武器，為了與它們對抗第307飛行隊的五名美少女駕駛著第三代戰機展開作戰的科幻空中戰爭故事。
由於責任編輯茶澤個性過於隨便，沒詢問過野龜的意見就擅自讓武藏野通過所有的企劃直接進行製作，結果導致人設上未達野龜要求而被迫重修讓製作進度一度延遲。实际上是责任编辑故意刁难动画监督，没有做好动画制作方和原作者的真实联系，结果监督和原作者直接会面后被揭穿，原作者和原作出版社决定撤销其责编的协助。
此片第一集已于P.A. Works制作并且以OVA的形式发售。
主要角色
春夏秋冬阿莉亞（聲：/（金元壽子））
主要女主角，駕駛三菱F-1戰鬥機。粉紅短髮的無口少女，受童年陰影影響初期戰術相當冷酷無情，因此被封為「Ice Doll」，但實際上行動時仍會難過而流淚，同伴間則被暱稱「小阿」。
制空技術非常了得，即便駕駛偏向戰鬥攻擊機型態的F-1已能單靠機砲擊毀Builder複製出來的F-22猛禽戰鬥機、F-35閃電II戰鬥機和AGM-130飛彈。
凱薩琳陣亡後一度失去飛行的意志，動畫原創出在履行約定在凱薩琳故鄉看小牛時遇上她妹妹露西燃起希望而再度飛翔。
凱薩琳·威勒（聲：/（伊藤靜））
金髮少女，美國籍，駕駛F-4幽靈II戰鬥機。暱稱「凱西」，在劇情剛開始被阿莉亞從中途島基地救出的唯一倖存者，救出時已失憶（因此名字是自己取的），但對飛行駕駛技術仍有印象，隨後自願加入第307飛行隊，與阿莉亞是室友。
最後陣亡，用盡自己最後一口氣將戰機開回基地。
諾亞·阿什肯納齊（聲：/（沼倉愛美））
綠色長髮的少女，以色列籍，駕駛幼狮战斗机。對二戰飛機偏愛Avia S-199。
塔莉安娜（聲：/（山岡百合））
穿著女僕裝的銀長髮少女，俄羅斯籍，駕駛米格-23战斗机。暱稱「塔莉亞」，對二戰飛機偏愛Bf 109戰鬥機，很常與諾亞鬥嘴。
克莉絲汀（聲：/（米澤圓））
金髮少女，瑞典籍，小隊長，駕駛萨博-37战斗机。
露西（聲：/（千菅春香））
凱薩琳的妹妹，為了使動畫和目前陷入膠著的原作進度能有個完美收尾所追加的動畫衍生原創角色。
《女子歌德羅莉甲子園》
在動畫第16話中，井口因《第三飛行少女隊》的人設而陷入瓶頸時，小笠原帶著井口、葵、繪麻前往棒球打擊場。葵看見身著哥德蘿莉服的小笠原展現高超棒球技巧後，靈光一閃幻想出的作品構想。
影射動畫《女棒甲子園》《奇蹟巨人童夢君》。

## 電視動畫

### 製作人員
- 原作：武藏野動畫
- 監督、音響監督：水島努
- 系列構成：橫手美智子
- 角色原案：ponkan⑧
- 角色設計、總作畫監督：關口可奈味
- 補助角色設計：川面恒介、大東百合惠、西畑亞由美
- 道具設計：堤谷典子、宮岡真弓
- 美術監督：竹田悠介、垣堺司
- 美術設計：宮岡真弓、垣堺司
- 色彩設計：井上佳津枝
- 3D監督：菅生和也
- 攝影監督：梶原幸代
- 特殊效果：加藤千惠
- 剪接：高橋步
- 混音師：山口貴之
- 音響效果：小山恭正
- 音樂：濱口史郎
- 音樂製作：Imagine
- 音樂製作人：土肥範子
- 製作人：堀川憲司、山崎史紀、福田順、岡村武真、田島宏行、伊藤幸弘
- 製作總務：川瀨浩平、永谷敬之
- 生產線總監：相馬紹二
- 製作企劃：Infinite
- 動畫製作：P.A.WORKS
- 製作：「SHIROBAKO」製作委員會

### 主題曲
片頭曲
「I'm Sorry EXODUS」（第1話、EXODUS！）
作詞：水島努，作曲、編曲：高木隆次，主唱：Tracy（中原麻衣&伊藤靜&茅野愛衣）
於劇中設定為《EXODUS！》的主題曲。
「COLORFUL BOX」（第2話－第11話）
作詞：分島花音，作曲：，編曲：千葉"naotyu-"直樹，主唱：石田燿子
第1話當作片尾曲使用。第12話並未使用。
（第13話－第22話）
作詞、主唱：奧井雅美，作曲：，編曲：千葉"naotyu-"直樹
「Alice in Blue」（「第三飛行少女隊」）
作詞：くまのきよみ，作曲・編曲：渡部チェル，主唱：Rita
片尾曲
「COLORFUL BOX」（第1話）
作詞：分島花音，作曲：，編曲：千葉"naotyu-"直樹，主唱：石田燿子
「Animetic Love Letter」（第2話－第12話）
作詞、作曲：桃井晴子，編曲：渡邊剛，主唱：宮森葵（木村珠莉）、安原繪麻（佳村遙）、坂木靜香（千菅春香）
第1話未使用。
「Platinajet」（第13話、第15話－第18話、第20話－第24話）
作詞、作曲：桃井晴子，編曲：渡邊剛，主唱：Doughnut◎Quintet［宮森葵（木村珠莉）、安原繪麻（佳村遙）、坂木靜香（千菅春香）、藤堂美沙（高野麻美）、今井綠（大和田仁美）］
第14話並未使用。
（第12話做為插曲、第19話）
作詞：水島努，作曲：濱口史郎，編曲：松尾早人，主唱：國武美由紀
设定中为《山刺猬安第斯恰吉》的片头曲。
（『EXODUS！』）
作詞：くまのきよみ，作曲・編曲：高木隆次，主唱：小茜（中原麻衣）
「Angel Fly」（「第三飛行少女隊」）
作詞：くまのきよみ，作曲：渡部チェル，編曲：渡邊剛，主唱：Rita

### 各話列表
| 話數           | 日文標題      | 中文標題                       | 劇本       | 分鏡            | 演出              | 作畫監督                                                                        |
| -------------- | ------------- | ------------------------------ | ---------- | --------------- | ----------------- | ------------------------------------------------------------------------------- |
| 第1話          |               | 朝向明天，EXODUS！             | 橫手美智子 | 水島努          | 水島努            | 關口可奈味、秋山有希 大東百合惠、川面恒介                                       |
| 第2話          |               | 阿爾佩就在這裡！               | 橫手美智子 | 平井義通        | 菅沼芙實彥        | 大東百合惠                                                                      |
| 第3話          |               | 我受夠總集篇了                 | 橫手美智子 | 許琮            | 許琮              | 秋山有希、大東百合惠                                                            |
| 第4話          |               | 我搞砸了                       | 吉田玲子   | 岡村正弘        |                   | 川面恒介、朱絃沰 熊田明子                                                       |
| 第5話          |               | 愛怪罪別人的傢伙還是別做算了！ | 吉田玲子   | 湖山禎崇        | 湖山禎崇          | 西畑亞由美、森島範子 朴允玉、川面恒介 大東百合惠                                |
| 第6話          |               | 伊迪潘宮森 發動篇              | 吉田玲子   |                 | 守岡博            | 川面恒介、朴允玉 神崎舞人、川口千里 鈴木理沙、西畑亞由美                        |
| 第7話          |               | 因為貓咪重做                   | 橫手美智子 | 菅沼芙實彥      | 菅沼芙實彥        | 秋山有希、大東百合惠                                                            |
| 第8話          |               | 我沒有要責備你的意思           | 橫手美智子 | 許琮            | 許琮              | 秋山有希、大東百合惠                                                            |
| 第9話          |               | 你覺得我想要表達什麼？         | 吉田玲子   | 湖山禎崇        | 湖山禎崇          | 西畑亞由美、川村夏生 竹田義弘、川面恒介                                         |
| 第10話         |               | 再一杯就好                     | 吉田玲子   | 許琮            | 今泉賢一          | 竹田欣弘、神崎舞人 朱絃沰、鈴木理沙 秋山有希、大東百合惠                        |
| 第11話         |               | 賣原畫的少女                   | 橫手美智子 | 柿本廣大        | 高島大輔          | 齊藤佳子、川面恒介                                                              |
| 第12話         |               | EXODUS的聖誕節                 | 橫手美智子 | 倉川英揚        | 倉川英揚          | 川面恒介、川村夏生 神崎舞人                                                     |
| 第13話         |               | 你喜歡什麼樣的雲？             | 橫手美智子 | 菅沼芙實彥      | 熨斗谷充孝        | 島田英明、松坂定俊                                                              |
| 第14話         |               | 毫不留情的徵選會會議           | 橫手美智子 | 駒井一也        | 菅沼芙實彥        | 秋山有希、大東百合惠                                                            |
| 第15話         |               | 用這種畫可以嗎？               | 橫手美智子 | 菅沼芙實彥      | 橫田一行          | 野田康行、齊藤佳子                                                              |
| 第16話         |               | 全面翻盤                       | 吉田玲子   | 倉川英揚        | 太田知章          | 川面恒介、大東百合惠 川村夏生、佐藤陽子 今泉賢一、朱絃沰                        |
| 第17話         |               | 我到底是在哪裡呢…              | 吉田玲子   | 許琮            | 許琮              | 秋山有希、大東百合惠 西畑亞由美                                                 |
| 第18話         |               | 你們是套好招的吧！             | 浦畑達彥   | 高村彰          | 熨斗谷充孝        | 松坂定俊、酒井智史 川面恒介                                                     |
| 第19話         |               | 釣得到嗎？                     | 浦畑達彥   | 篠原俊哉        | 平牧大輔          | 川面恒介、竹田欣弘 佐藤陽子、宮川智惠子 朱絃沰、川村夏生                        |
| 第20話         |               | 我會像野馬戰機加油的！         | 橫手美智子 | 成田歲法        | 菱川直樹          | 渡邊佳奈子、佐藤陽子 深澤謙二                                                   |
| 第21話         |               | 別拿品質當作人質               | 吉田玲子   | 畑博之          | 畑博之            | 大東百合惠、川面恒介 秋山有希、川村夏生 武田牧子、容洪 徐正德                   |
| 第22話         |               | 諾亞的內衣。                   | 橫手美智子 | 倉川英揚        | 菅沼芙實彥        | 秋山有希、川面恒介 今泉賢一                                                     |
| 第23話         |               | 全面翻盤續集                   | 吉田玲子   | 許琮 菅沼芙實彥 | 倉川英揚 太田知章 | 大東百合惠、秋山有希 川面恒介、武田牧子 容洪、朱絃沰 西畑亞由美                 |
| 第24話         |               | 遙遠的交件之路                 | 橫手美智子 | 水島努 許琮     | 菅沼芙實彥 許琮   | 大東百合惠、秋山有希 川面恒介、武田牧子 朱絃沰、佐藤陽子 西畑亞由美、關口可奈味 |
| EXODUS！       |               |                                |            |                 |                   |                                                                                 |
| 第1話          |               | 從東京逃出                     | 吉野弘幸   | 吉原正行        | 吉原正行          | 森島範子                                                                        |
| 第三飛行少女隊 |               |                                |            |                 |                   |                                                                                 |
| File:01        | FALLING ANGEL | 天使墜落                       | 吉野弘幸   | 大倉雅彦        | 菅沼芙実彦        | 西畑步美、石井百合子、秋山有希 小澤和則（效果）                                 |

- 最後一話的標題是捏他經典電影奪橋遺恨（A Bridge Too Far，其日文名稱為『遠すぎた橋』）。

## 播放電視台
2014年10月9日起於TOKYO MX、愛知電視台、每日放送、BS富士、AT-X、鬱金香電視台電視頻道播放。
網路播放有萬代頻道、NTT docomo 动画商店、Niconico生放送、Niconico頻道、GYAO!。

### 其他播放單位
白箱12話後半以及作中作《第三飛行少女隊》將在7月25日，於日本東京六本木的舉辦的先行上映會上映。聲優木村珠莉、千菅春香、高野麻美、大和田仁美、山岡百合、米澤圓、葉山郁美亦會出席。

## 剧场版

### 剧情
武藏野的一个策划未获投资方通过，一部制作中的动画被迫中断。因为要支付已经订购的物品，武藏野的财务状况恶化，许多员工辞职，形成恶性循环。即便如此，武藏野还要负责一部临近上映的“剧场版”。

### 上映
《白箱》剧场版于2020年2月29日在日本上映。
台湾于2020年5月8日上映。
香港11月19日上映。
中国大陆原定于第23届上海国际电影节作为展演作品上映，後來撤下。

## 相關商品

### 藍光 / DVD
| 卷數          | 發售日         | 收錄話            | 备注                                                                    |
| ------------- | -------------- | ----------------- | ----------------------------------------------------------------------- |
| 1             | 2014年12月24日 | 第1話~第3話       |                                                                         |
| 2             | 2015年1月28日  | 第4話~第6話       |                                                                         |
| 3             | 2015年2月25日  | 第7話~第9話+OVA   | OVA为剧中作品《EXODUS！》第1话， 制作人员名单按照本作角色所担任职务编制 |
| 4             | 2015年3月25日  | 第10話~第12話     |                                                                         |
| 5             | 2015年4月22日  | 第13話~第15話     |                                                                         |
| 6             | 2015年5月27日  | 第16話~第18話     |                                                                         |
| 7             | 2015年7月29日  | 第19話~第21話+OVA | OVA为剧中作品《第三飞行少女队》第1话                                    |
| 8             | 2015年8月26日  | 第22話~第24話     |                                                                         |
| Blu-ray BOX 1 | 2020年2月19日  | 第1話~第12話+OVA  |                                                                         |
| Blu-ray BOX 2 | 2020年2月19日  | 第13話~第24話+OVA |                                                                         |

### CD
| 發售日         | 名稱 | 备注                                    |
| -------------- | ---- | --------------------------------------- |
| 2014年11月26日 |      | 第一部分（1~12话）的片头曲、片尾曲专辑  |
| 2015年2月25日  |      | 第二部分（13~24话）的片头曲、片尾曲专辑 |

## 衍伸作品
漫畫
漫畫以《SHIROBAKO ～上山高中動畫同好會～》為標題、於《月刊Comic電擊大王》（KADOKAWA刊）2014年11月號開始進行連載。作畫為、劇本由杉原研二擔當。單行本全2卷。
| 集數 | KADOKAWA      | KADOKAWA               |
| 集數 | 發售日期      | ISBN                   |
| ---- | ------------- | ---------------------- |
| 1    | 2015年1月27日 | ISBN 978-4-04-869137-6 |
| 2    | 2016年1月27日 | ISBN 978-4-04-865162-2 |

小說
- （著者：伊藤美智子・田中 創・TAMA・吉成郁子）

2015年1月27日發售、ISBN 978-4-08-703343-4（集英社）

## 评价
作家綾辻行人说《白箱》让他“找回了写小说的初衷”，他认为这是一部“稀有的随着时间流逝魅力也不会减少的作品”。

## 事件
第6话播出后，niconico之后撤回该话的播放，宣布原因为版权问题，有分析认为是可能涉及到本话大量提及传说巨神。也有分析认为是内容提及到的等待戈多的版权方特定要求限制。
第23話播出後，有位日本編輯「石黑直樹」在個人推特上表示不滿，對監督和動畫公司負面看待編輯的行業感到失望，並聲稱不會看完整套動畫。此言論一發出便造成大量網民的不滿，認為他根本是對號入座，更有日本网民查出他以前的污點，諷刺他根本就是茶澤的原型。

## 外部連結
- 電視動畫「SHIROBAKO」官方網站（日語）
- 白箱剧场版官方网站（日語）
- 電視動畫「SHIROBAKO」的X（前Twitter）（日語）